# Литвинович, Иван Владимирович
Иван Владимирович Литвинович (бел. Іван Уладзіміравіч Літвіновіч; род. 26 июня 2001 года, Вилейка, Беларусь) — белорусский батутист, первый в истории двукратный олимпийский чемпион (2020 и 2024) в прыжках на батуте, чемпион мира и Европы в командном зачёте и серебряный призёр чемпионата мира в личном зачёте (2019). Мастер спорта Республики Беларусь международного класса.

## Биография
Иван Литвинович родился 26 июня 2001 года в Вилейке.
Мать — Татьяна Александровна — мастер спорта СССР по спортивной акробатике, тренер по прыжкам на батуте в Вилейской СДЮШОР.
С пяти лет занимался акробатикой, с восьми лет перешёл на прыжки на батуте. Первым тренером был Пётр Зайцев.
Окончил 9 классов средней школы №1 в Вилейке и поступил Вилейский государственный колледж на специальность автослесарь.
После девятого класса я не планировал дальше заниматься спортом и с друзьями за компанию отнёс документы в колледж. А потом так совпало, что я поступил, и ровно в этот же момент меня пригласили на сборы в Витебск.
По приглашению Ольги Власовой в 2016 году переехал в Витебск и начал тренироваться под её руководством в Витебской СДЮШОР № 1.
Заочно учится в Белорусском государственном университете физической культуры.

## Спортивная карьера
В апреле 2018 года на чемпионате Европы в Баку взял золото в юниорском разряде. В октябре 2018 года на III юношеских Олимпийских играх в Буэнос-Айресе занял 4 место.
В 2019 году на чемпионате мира в Токио взял серебряную медаль в индивидуальном зачёте и золотую медаль в командном.
В феврале 2020 года на первом этапе Кубка мира в Баку взял серебряную медаль в индивидуальном зачёте.
На чемпионате Европы 2020, перенесённого в Сочи на 2021 год, взял золотую медаль в командном зачёте, в индивидуальном зачёте занял 22 место.
В 2021 году на Олимпийских играх в Токио завоевал золотую медаль в индивидуальном зачёте. Лучший спортсмен Беларуси 2021 года по версии Parimatch.
15 февраля 2024 года завоевал бронзу на этапе Кубка мира по прыжкам на батуте в Баку.
24 марта 2024 года выиграл бронзу на этапе Кубка мира по прыжкам на батуте в Котбусе.
Завоевал золотую медаль на летних Олимпийских играх 2024 года в Париже. Медаль Литвиновича стала единственной золотой для Индивидуальных нейтральных спортсменов на Играх 2024 года.

## Награды и звания
- В январе 2022 присвоено почётное звание «Человек года Витебщины»[13].
- В июне 2022 присвоено звание почётного гражданина города Витебска[14].
- В 2024 году награждён белорусским Орденом Отечества II степени[15].